# Компьень-Сюд-Эст

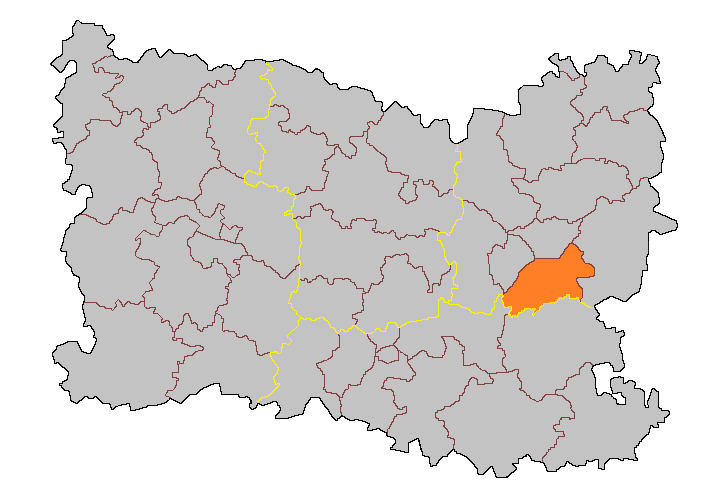
Кантон Компьень-Сюд-Эст на карте департамента Уаза

Компьень-Сюд-Эст (фр. Compiègne-Sud-Est) — упраздненный кантон во Франции, регион Пикардия, департамент Уаза. Входил в состав округа Компьень.
В состав кантона входили коммуны (население по данным Национального института статистики за 2010 г.):
- Вьё-Мулен (592 чел.)
- Компьень (9 906 чел.) (частично)
- Лакруа-Сент-Уан (4 484 чел.)
- Сен-Жан-о-Буа (285 чел.)
- Сен-Совёр (1 562 чел.)

## Экономика
Структура занятости населения (без учета города Компьень) :
- сельское хозяйство — 0,8 %
- промышленность — 25,2 %
- строительство — 10,5 %
- торговля, транспорт и сфера услуг — 47,5 %
- государственные и муниципальные службы — 16,0 %

## Политика
На президентских выборах 2012 г. жители кантона отдали в 1-м туре Николя Саркози 30,7 % голосов против 26,4 % у Франсуа Олланда и 19,5 % у Марин Ле Пен, во 2-м туре в кантоне победил Саркози, получивший 52,9 % (2007 г. 1 тур: Саркози  — 35,8 %, Сеголен Руаяль — 21,5 %; 2 тур: Саркози — 59,4 %). На выборах в Национальное собрание в 2012 г. по 5-му избирательному округу департамента Уаза они поддержали действующего депутата, кандидата партии Союз за народное движение Люсьена Дегоши, получившего 34,8 % голосов в 1-м туре и 55,8 % голосов - во 2-м туре.
|  | Кандидат        | Партия                    | % голосов |
|  | --------------- | ------------------------- | --------- |
|  | Бертран Брассан | Социалистическая партия   | 54,88     |
|  | Николя Леде     | Союз за народное движение | 32,45     |
|  | Юбер Блен       | Национальный фронт        | 8,34      |
|  | Жан-Клод Берж   | Коммунистическая партия   | 4,33      |